# Sporetus abstrusus
Sporetus abstrusus es una especie de escarabajo longicornio del género Sporetus, tribu Acanthocinini, subfamilia Lamiinae. Fue descrita científicamente por Melzer en 1935.

## Descripción
Mide 10,2 milímetros de longitud.

## Distribución
Se distribuye por Brasil y Paraguay.